# رينو بورجيسون
رينو بورجيسون (من مواليد 4 فبراير 1929) هو لاعب كرة قدم سويدي محترف سابق لعب في مركز خط وسط للأندية لجونسيريدز إف، وإف كي جي أوكتيبورغ، ونوربي إف، وأوكرجريت. كما لعب عشر مباريات دولية مع السويد وشارك في نهائي كأس العالم 1958 والذي انتهى بخسارة السويد 5-2 أمام البرازيل.

## الحياة الشخصية
ولد بورجيسون لأب سويدي، وهو لاعب كرة القدم إريك أوفرجيسون، وأم فنلندية تدعى هيلجا.